# All About That Bass
«All About That Bass» es una canción interpretada por la cantante estadounidense Meghan Trainor, incluida en su primer álbum de estudio debut, Title, de 2015. Trainor la compuso junto a Kevin Kadish, quien también la produjo. El sello Epic lo publicó como el primer sencillo del álbum el 30 de junio de 2014.
«All About That Bass» recibió críticas generalmente positivas de parte de la prensa especializada; varios críticos elogiaron al tema por ser «pegadizo», mientras que otros rechazaron el concepto de la letra al considerarla como antifeminista. También tuvo buen recibimiento comercial y logró convertirse en uno de los sencillos más exitosos de 2014. Logró ser número uno en más de veinte países, entre ellos Estados Unidos, Canadá, Australia, Alemania, Reino Unido e Irlanda, y consiguió el top 10 en otros más. Según la Federación Internacional de la Industria Fonográfica (IFPI), el sencillo vendió once millones de copias a nivel mundial, por lo cual se cataloga como uno de los sencillos más vendidos en el mundo.
La intérprete publicó el vídeo musical el 10 de junio de 2014, y estuvo dirigido por Fatima Robinson. En el videoclip, los medios sociales jugaron un papel importante. Para promocionar el tema, Trainor lo interpretó en distintos eventos, tales como The Tonight Show Starring Jimmy Fallon, The Ellen DeGeneres Show, en la versión británica y australiana de The X Factor, y en los Country Music Awards. Por otro lado, varios solistas y grupos como Justin Bieber, Miranda Lambert, The Roots y Michael Bublé lo versionaron. El tema figuró en las categorías de mejor grabación del año y canción del año en los premios Grammy de 2015; sin embargo, perdió ambas nominaciones ante «Stay with Me» de Sam Smith.
La canción fue emitida en varias estaciones de radio en el mundo pero en esta contenía partes explícitas, por lo que en todas las estaciones de radio censuraron partes explícitas.

## Antecedentes y descripción

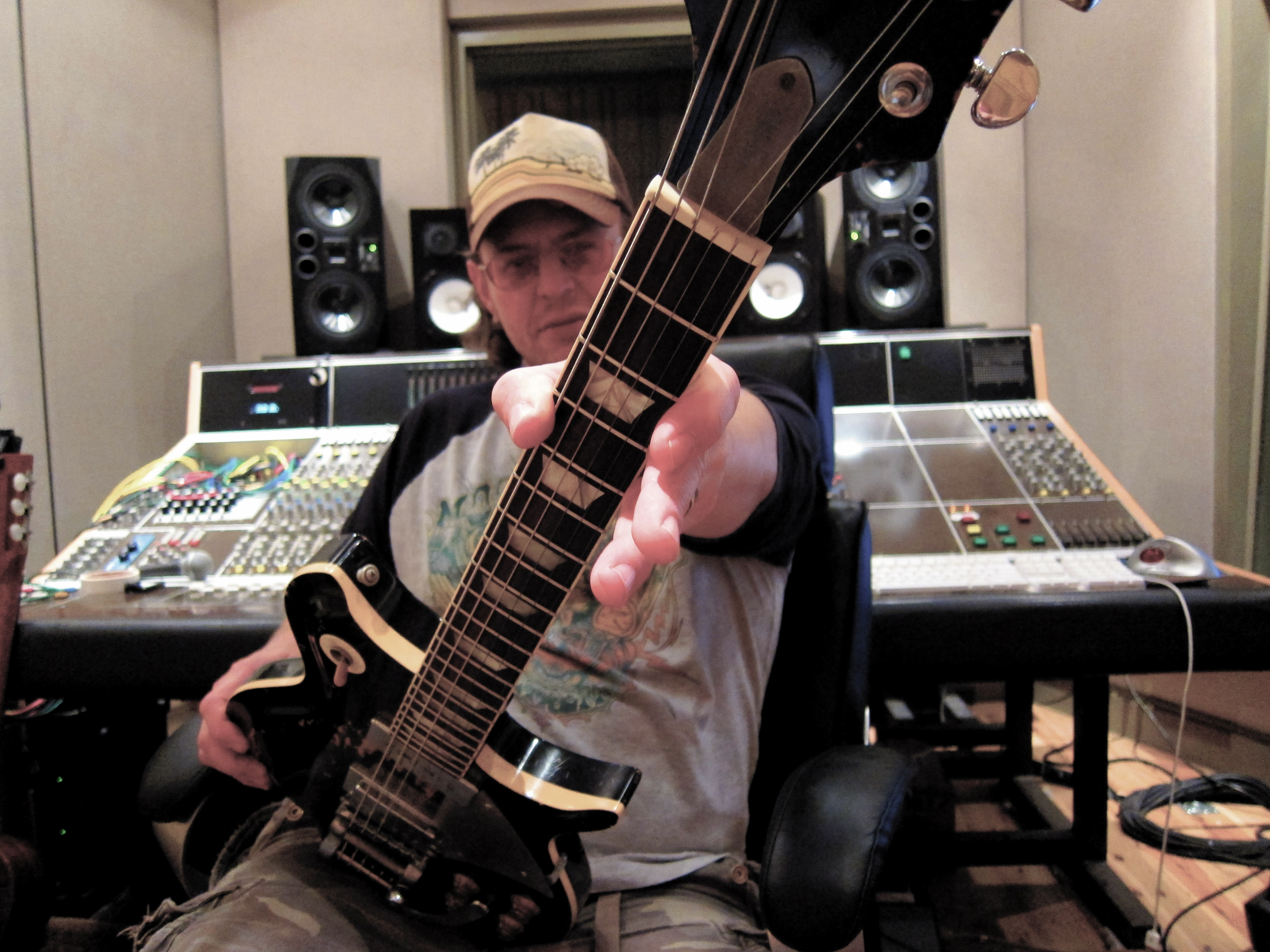
Trainor y Kevin Kadish escribieron «All About That Bass» en cuarenta minutos, antes de firmar con el sello Epic.

En 2013, Trainor y el compositor y productor Kevin Kadish, se unieron para escribir «All About That Bass», la cual estuvo lista en cuarenta minutos, sin embargo en esa época la cantante no contaba con un contrato discográfico, por lo que se dedicaba a escribir para otros artistas. Kadish recordó la sesión como «una cita a ciegas» y sintió que tenían una química fuerte. En el tema, se presenta influencias de canciones como «Lollipop» de The Chordettes y «Just the Way You Are» de Bruno Mars, además de las vivencias adolescentes de la artista, como la aceptación de su figura y sus inseguridades por su peso.
El tema se había presentado como propuesta musical a artistas como Beyoncé y Adele, sin embargo las compañías criticaron el tema, alegando que carecía de un «gran estribillo» y de atractivo general, lo que generó que Kadish y Trainor llegaran a oponerse. Trainor luego de conocer a L.A. Reid, directivo del sello Epic, cantó el tema, acompañada del ukelele, después de firmar para Epic, se decidió que el demo, sería la que se grabaría en un estudio, solo con la masterización adicional correspondiente.
«All About That Bass» pertenece a los géneros doo-wop y bubblegum pop, además algunos críticos reconocieron varios elementos de R&B, hip hop, música tropical, country y rock & roll. Para algunos, incluidos Trainor, la letra de «Bass» invita a abrazar la belleza interior, y promover una imagen positiva, así como la aceptación de nuestro cuerpo. La canción está escrita en la tonalidad la mayor. El registro de Trainor se extiende desde E3 hasta C♯5. Epic lo lanzó como sencillo principal del EP Title, así como del álbum homónimo el 30 de junio de 2014, como descarga digital, mientras que en el Reino Unido se lanzó vía streaming el 14 de agosto de 2014.

## Recepción

### Comentarios de la crítica
Caroline Sullivan del diario The Guardian escribió que la canción tenía: «un papel decisivo que desvirtuaba la idea de que los traseros pequeños eran los más atractivos, propagada por los medios de comunicación» y expresó que la pista «tenía el aura de una difícil victoria contra la autoduda». Evan Sawdey de PopMatters elogió la letra del tema, para la exhibición de la personalidad de Trainor y escribió que era «una de las canciones más divertidas del 2014». El editor de Yahoo Music!, Paul Grein, escogió a «All About That Bass» como una de las canciones con mensaje más importante de los últimos tiempos. Erik Ernst de Milwaukee Journal Sentinel, llamó al tema «universalmente pegadizo» y «descaradamente lista para bailar». En una revisión Gary Trust de la revista musical Billboard, sentía que la canción no sonaba como «cualquier otra cosa que esta en la radio pop» en ese momento. El periodista de Forbes Hugh McIntyre describió al tema como «increíblemente pegadiza», «fácil de amar» y «conmovedora», y añadió que «a pesar de que pueda sonar como algo para niños, hay algunas líricas en la que [Trainor] muestra que no es una niña».
Beejoli Shah de The Guardian declaró que la letra de la canción es «instantáneamente memorable», con una línea adictiva, pero opinó que era una canción novedad. Jon Carmanic de The New York Times hizo eco a la opinión de Shah, llamándolo una «atrevida novedad» y bromeó con una parte del tema, «I'm bringing booty back, ella canta, aunque haya probablemente ya una línea que se forma para asegurarla esto nunca fue en ninguna parte». Bill Lamb de About.com, le dio una calificacioón positiva al sencillo —cuatro estrellas y media de cinco— y dijo que lo que hace realmente irresistible la canción es su sonido. Lamb afirmó que «All About That Bass» es un avance tanto para Meghan Trainor como artista, y para Kevin Kadish como compositor/productor. En una crítica mixta, Chris Molanphy de Slant Magazine, elogió el ritmo y melodía en la letra, sin embargo, la sentía «sin esfuerzo memorable». El editor alabó la producción de Kadish y sintió que: «creó una melodía tenue vintage de muchacha blanca y alma latina, expertamente imitando el sonido de Rosemary Clooney y Eydie Gormé». Sin embargo, Molanphy fue crítico por el uso en la letra de la pista, la palabra «agudos» en sentido metafórico y bromeó: «¡Sólo espero que el abuso de Trainor con "agudos" como una metáfora, no arruine la definición de esa palabra para una genereación». Entre algunos reconocimientos, la revista Cosmopolitan, escogió al tema como la decimoséptima mejor canción del 2014, La revista Time la llamó la quinta peor canción del 2014.
Sin embargo, algunos críticos expresaron que «All About That Bass» no promovía una imagen corporal positiva, como Trainor pretendía, por lo que se llegó a señalar al tema como antifeminista, y que avergonzaba a las mujeres delgadas. La artista que no se considera feminista, respondió que «No trabajé esto con fuerza para odiar en la gente flaca, escribí la canción para ayudar a mi confianza del cuerpo — y ayudar a otros».

### Recibimiento comercial
«All About That Bass» tuvo un excelente recibimiento comercial, al lograr la primera posición en veintitrés países, y los cinco primeros en otros. Jacob Bernstein de The New York Times señaló que en la canción, la positividad que se le da al cuerpo, le atribuye sustancialmente al éxito comercial, el escribió que «las cuestiones de la imagen corporal son un recurso infinitamente renovable para las estrellas y sus fans adolescentes del pop. En particular, en la era del instagram y las selfies». El 14 de abril de 2015, la Federación Internacional de la Industria Fonográfica (IFPI) publicó el reporte de la música digital, donde el sencillo, apareció en la lista de los diez sencillos más vendidos del 2014, exactamente en la cuarta posición, al comercializar once millones de copias a nivel mundial, así pues logró ser uno de los sencillos más vendidos en el mundo en formato digital.
«All About That Bass», debutó en la posición ochenta y cuatro del listado Billboard Hot 100, para la edición del 26 de julio de 2014. Luego de varias semanas en lista, el tema logró ascender veinte posiciones, hasta el número ocho, al igual que subió en la lista Digital Songs del ocho al dos, con ventas de 169 000 copias en esa semana, además de debutar en la posición trece en el listado Streaming Songs con 4,2 millones de streams. En la semana de 30 de agosto de 2014, logró la segunda posición del listado, así como también se logró vender 239 000 unidades, aunado a eso, logró el primer lugar de la lista streaming con 8,1 millones de impresiones. A la semana siguiente, vendió 283 000 copias, sin embargo cayó una posición al tres, debido al debut con 544 000 copias de Taylor Swift con «Shake It Off» y el avance a la segunda casilla de «Anaconda» de Nicki Minaj.

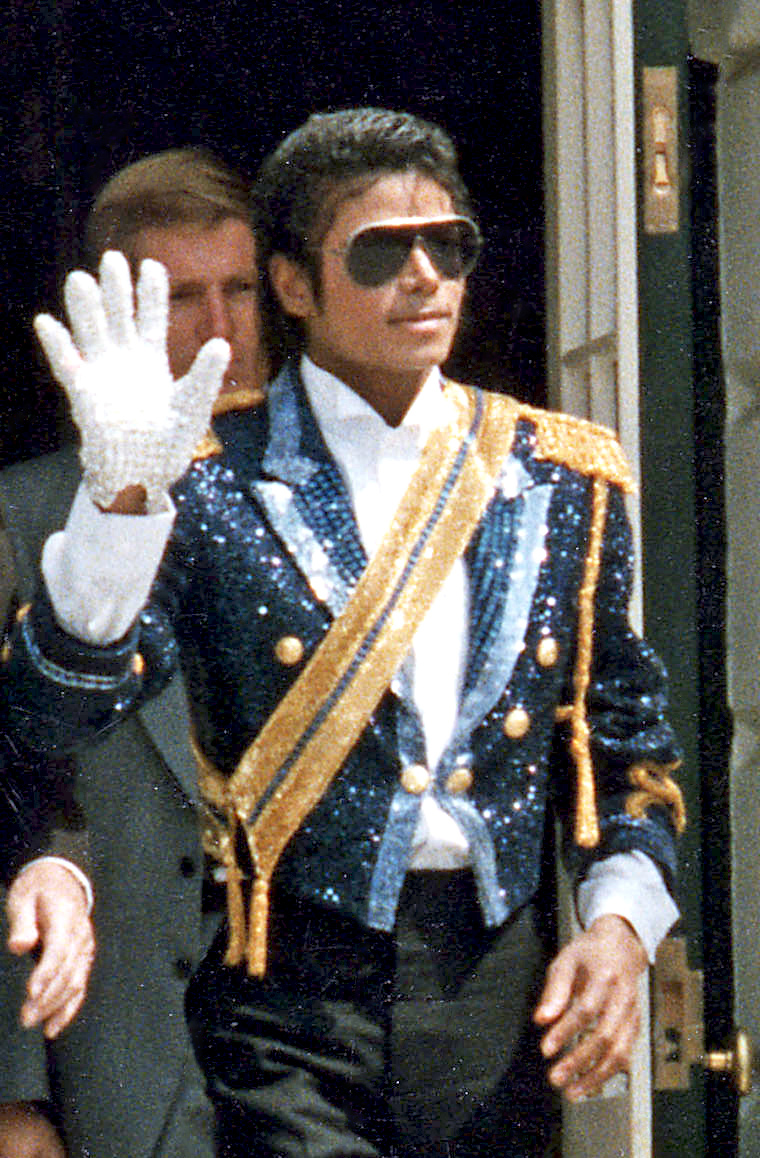
Al durar ocho semanas en la cima de Billboard Hot 100, Trainor superó a Michael Jackson como el artista de Epic que mayor número de semanas permanecía en el primer lugar con un sencillo.

Luego de que el tema de Swift se mantuviera por dos semanas en la primera posición, el 20 de septiembre, «All About That Bass», logra la primera posición, desplazándole al segundo lugar, al recuperar la primera posición de la lista digital con 312 000 copias, así como recuperar su posición en streaming y lograr el top 10 en radio. El editor de Billboard Gary Trust, señaló que este éxito se presentó gracias a la presentación de la artista en el talk show The Tonight Show Starring Jimmy Fallon, la semana anterior.
El tema duró ocho semanas consecutivas en la primera posición de Billboard, siendo el segundo lapso de tiempo más largo del año en el número, justo detrás de «Happy» de Pharrell Williams que duró diez semanas, así como el acto femenino más largo, desde que «Royals» de Lorde, durara nueve semanas en la cima en 2013. El tema se convirtió en el sencillo de más larga duración en el número uno de cualquier artista de Epic Records, el récord lo mantenía Michael Jackson con «Billie Jean» (1983) y «Black or White» (1991) que permanecieron por siete semanas en la posición uno. Entre tanto, Trainor y Swift, con sus temas y «Blank Space», permanecieron catorce semanas en el uno, superando el récord impuesto por The Beatles y Lesley Gore en 1964. En la lista de fin de año, realizada por Billboard ocupó la octava casilla, a pesar de ser la cuarta canción más vendida de ese año, con 4 360 000. En lo que va corrido del 2015, el tema ha comercializado un total de 4 595 000 copias, solo en ese territorio, razón por la cual la Recording Industry Association of America (RIAA) le ha otorgado seis discos de platino.
En Canadá, la canción alcanzó la primera posición del listado Canadian Hot 100 (presentado igualmente por Billboard) en la edición del 20 de septiembre de 2014, reemplazando a «Shake It Off», sin embargo en la siguiente semana descendió una posición, la cual recuperó el 4 de octubre por siete semanas consecutivas. El 23 de marzo de 2015 Music Canada certificó el sencillo con seis discos de platino, que denotan ventas de 480 000 copias en ese territorio, no obstante, en el listado anual de 2014 se posicionó en la séptima casilla, aparte de ser el tercer tema más vendido del 2014 en Canadá con 408 000 copias.
En México, logró la primera posición del listado de música en inglés de Monitor Latino, así como de las ediciones de airplay para México Billboard, así las cosas el 13 de marzo de 2015, la Asociación Mexicana de Productores de Fonogramas y Videogramas (AMPROFON) la certificó con un disco de platino, por ventas de sesenta mil copias en ese territorio. Mientras tanto en Brasil, logró posicionarse en la posición cuarenta y uno de Billboard Brasil, en su edición de 21 de febrero de 2015. en Colombia, gracias a la difusión radial, logró la posición cinco de Top Inglés, mientras que en Venezuela, se ubicó en las posiciones ochenta y uno, dos y diecinueve de Record Report, Top Anglo y Pop General, respectivamente.
En Europa, el tema fue un éxito comercial, según la lista Euro Digital Songs de Billboard, que recopila las canciones más descargadas en ese continente, el tema duró cinco semanas consecutivas en la cima del conteo. En Alemania, el tema duró seis semanas consecutivas en el número uno del German Singles Chart, con todo esto, logró certificar un disco de platino, otorgado por Bundesverband Musikindustrie (BVMI) por 400 000 copias vendidas, además de ubicarse como la duodécima canción más importante del 2014. En Austria, se posicionó en la primera casilla, en la edición del 29 de septiembre de 2014 de Ö3 Austria Top 40, así hasta seis semanas después que descendió una posición y no recuperó su máxima, gracias a eso la Federación Internacional de la Industria Fonográfica para Austria le otorgó un disco de oro por sus ventas. En Bélgica, alcanzó las posiciones cinco y dos de las regiones valona y flamenca respectivamente, además de recibir un disco de oro. El tema alcanzó la primera posición en Bulgaria, Croacia, Escocia, Eslovaquia, Dinamarca y España, mientras recibió certificación de platino, en estos últimos dos, otorgados por sus respectivos organismos. En la semana del 2 de octubre de 2014, logró la primera posición en la lista de sencillos de Irlanda, por cuatro semanas consecutivas, en Italia, se posicionó en la quinta casilla, la Federación de la Industria Musical Italiana (FIMI) le otorgó dos discos de platino. 
En Reino Unido, la canción hizo historia al lograr entrar en el top 40 solo con la difusión streaming, que se había estipulado en ese año en el listado de Official Charts Company, luego logró la primera posición y la mantuvo por cuatro semanas consecutivas, al final de año, logró la octava casilla en fin de año, además de vender 651 000 copias y ser certificado platino por la British Phonographic Industry (BPI). El tema se posicionó en la tercera posición de las listas de Suecia, así como en la primera casilla de Suiza, —por seis semanas consecutivas— el tema certificó tres discos de platino y platino, en dichos países respectivamentes.
En Australia, el tema debutó en la posición treinta y seis de ARIA Singles Chart, luego de dos semanas consiguió la primera posición del listado, donde permaneció cuatro semanas no consecutivas, en la lista de fin de año, obtuvo la segunda posición, solo detrás de «Happy» de Pharrell, además a comienzos de 2015, la Australian Recording Industry Association (ARIA) le otorgó seis discos de platino por comercializar 420 000 unidades en el país oceánico. En Nueva Zelanda, debutó en la posición catorce de Recorded Music NZ, luego alcanzó la primera posición por seis semanas no consecutivas, a fin de año, se posicionó como la segunda canción más importante del país, nuevamente detrás de «Happy», así también recibió tres discos de platino por Recorded Music NZ (RMNZ) por ventas de 45 000 copias en ese país.

## Promoción

### Vídeo musical
Fatima Robinson dirigió el vídeo de «All About That Bass», en un lapso de dos días el 8 de mayo de 2014, el vídeo se estrenó en el sitio web de Idolator el 10 de junio de 2014. En el vídeo, los medios sociales jugaron un papel importante, Robinson escogió a Sione Maraschino, estrella del servicio mediático Vine como uno de los bailarines, quien luego publicó el vídeo en Youtube y Twitter, haciéndose viral.
En el vídeo predominan, entre otros, una simple coreografía —realizada por Charm La'Donna— y un escenario de color pastel, simulando a los años 1950, la vestimenta de Trainor durante el vídeo se compone de un suéter de tirantes, con una camisa azul y calcetines blancos, hasta la rodilla. Robdie Daw de Idolator, elogió la estética vintage del vídeo, así como la «coreografía memorable», mientras tanto Jon Carmanic de The New York Times opinó que el vídeo avivó y reforzó la canción, la periodista de Out, Stacy Lambe lo describió como un «mundo pop retro, en el que te dan ganas de bailar en el asiento». El vídeo en la plataforma Youtube, fue un éxito, ya que logró ser el vídeo con mayor streaming en los meses de septiembre y octubre, además fue el segundo vídeo con mayor streaming del 2014, solo detrás de «Fancy» de Iggy Azalea, y el noveno más visto de ese año.

### Presentaciones en directo y versiones
Trainor interpretó por primera vez «All About That Bass» en un concierto de Emily West en Nashville, el 16 de julio de 2014, e hizo su debut en la televisión en el programa Live! with Kelly and Michael. Trainor interpretó «All About That Bass» junto con Jimmy Fallon y The Roots en el talk show The Tonight Show Starring Jimmy Fallon, donde usaron una variedad de instrumentos, como un triángulo y un kazoo. El 11 de septiembre, se presentó en el programa The Ellen DeGeneres Show, donde la conductora le otorgó una placa de platino de Sony Music. El 18 de septiembre, Trainor debuta en Australia, donde interpretó «All About That Bass» en la sexta temporada de la versión de The X Factor de ese país. La artista el 18 de septiembre hizo un mash-up de su tema y «Shake It Off» de Taylor Swift, en la emisora de radio australiana 2DayFM, Erin Strecker de Billboard, consideró la unión como «pegadiza».
Trainor interpretó el tema a dúo con la cantante de country Miranda Lambert, en la entrega de Country Music Association el 5 de noviembre, antes Lambert había versionado el tema en un concierto, la presentación de ambas, llamó la atención de Brad Paisley, quien entró en la audiencia y dijo que Trainor pertenecía a la música country.
El 26 de noviembre, Trainor realizó un popurrí de «All About That Bass» y «Lips Are Movin» en la final de la decimonovena temporada del programa Dancing with the Stars de Estados Unidos.

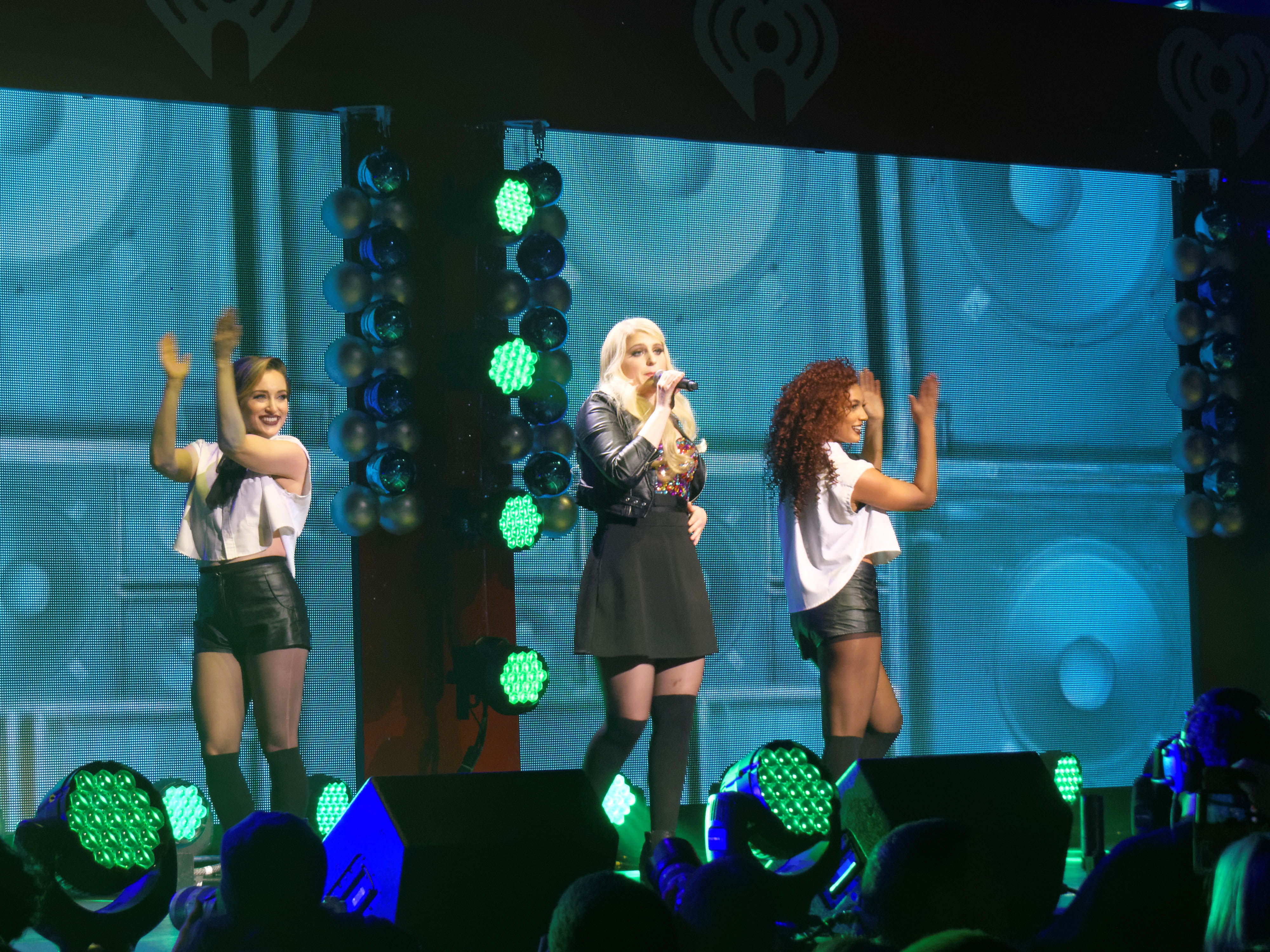
Trainor interpretando el tema durante su espacio en el Jingle Ball Tour 2014.

También interpretó la pista, como repertorio del Jingle Ball Tour de 2014. El 13 de diciembre, interpretó el tema en vivo, en la final de la decimotercera temporada de The X Factor en Reino Unido, al lado de los finalistas Ben Haenow (luego ganador), Fleur East y Andrea Faustini, la actuación recibió una ovación de pie de parte del panel de jueces del programa. 
La banda estadounidense Emblem3, realizó una versión acústica de «All About That Bass», esto el 4 de agosto de 2014, la banda The Roots, versionó el tema en vivo en el programa del 20 de agosto de The Tonight Show Starring Jimmy Fallon, la interpretación fue alabada por el editor de Billboard Chris Payne, quien la llamó «angelical». En ese mismo mes, el cantante canadiense Michael Bublé subió a su cuenta de Instagram una versión de la canción, en Reino Unido, en la misma semana de septiembre donde debutó el tema, Meghan Tonjes y Power Music Workout, lanzaron una versión de la pista, ambas lograron acceder al listado UK Singles Chart de Official Charts Company en las posiciones setenta y tres y trece respectivamente.
El 7 de octubre, el ejecutivo británico Simon Cowell lanzó una versión de la pista en línea, días después el artista Justin Bieber publicó su versión de la canción en su cuenta de SoundCloud, dicha versión fue producida por el productor estadounidense Maejor Ali, donde se alteran algunos versos del tema: «I'm all about that bass, no treble/ We gonna take it to a whole 'nother level» y «We know that sh–ain't real/ We know it's Photoshopped». El 24 de octubre, Avi Kaplan, del grupo a capella Pentatonix, lo versionó y lo subió en línea. «All About That Bass» se versionó además en la séptima temporada del reality estadounidense The Voice, por la participante de origen jamaiquino Anita Antoinete, la interpretación tomó un giro de estilo reggae y recibió halagos de los jueces Adam Levine y Pharrell Williams.

## Lista de canciones y formatos
| Sencillo en CD |                       |          |  |
| N.º            | Título                | Duración |  |
| 1.             | «All About That Bass» | 3:07     |  |
| 2.             | «Title»               | 2:54     |  |

| Descarga digital |                       |          |  |
| N.º              | Título                | Duración |  |
| 1.               | «All About That Bass» | 3:07     |  |

| EP digital |                       |          |  |
| N.º        | Título                | Duración |  |
| 1.         | «All About That Bass» | 3:07     |  |
| 2.         | «Title»               | 2:54     |  |
| 3.         | «Dear Future Husband» | 3:04     |  |
| 4.         | «Close Your Eyes»     | 3:40     |  |

## Listas de popularidad

### Semanales
| Alemania          | German Singles Chart          | 1  |
| Australia         | ARIA Singles Chart            | 1  |
| Austria           | Austrian Singles Chart        | 1  |
| Bélgica (Flandes) | Ultratop 50 Singles           | 5  |
| Bélgica (Valonia) | Ultratop 50 Singles           | 2  |
| Brasil            | Brasil Hot 100                | 41 |
| Bulgaria          | Bulgarian Airplay Top 5       | 1  |
| Canadá            | Canadian Hot 100              | 1  |
| Canadá            | Radio Airplay AC (Billboard)  | 1  |
| Canadá            | CHR/Top 40 (Billboard)        | 1  |
| Colombia          | Top Música Anglo              | 5  |
| Croacia           | Croatian Airplay Radio Chart  | 1  |
| Dinamarca         | Danish Singles Chart          | 1  |
| Escocia           | Scottish Singles Chart        | 1  |
| Eslovaquia        | Rádio Top 100                 | 1  |
| Eslovaquia        | Singles Digital Top 100       | 3  |
| España            | Spanish Singles Chart         | 1  |
| España            | Los 40 Principales            | 1  |
| Estados Unidos    | Billboard Hot 100             | 1  |
| Estados Unidos    | Digital Songs                 | 1  |
| Estados Unidos    | Streaming Songs               | 1  |
| Estados Unidos    | Radio Songs                   | 1  |
| Estados Unidos    | Pop Songs                     | 1  |
| Estados Unidos    | Dance/Club Play Songs         | 13 |
| Estados Unidos    | Latin Pop Songs               | 19 |
| Europa            | Euro Digital Songs            | 1  |
| Finlandia         | Suomen virallinen lista       | 8  |
| Francia           | Les Charts Singles            | 8  |
| Grecia            | Greece Digital Songs          | 2  |
| Hungría           | Rádios Top 40                 | 13 |
| Hungría           | Single Track Top 40           | 1  |
| Irlanda           | Irish Singles Chart           | 1  |
| Islandia          | Iceland Singles Chart         | 1  |
| Israel            | Media Forest International    | 2  |
| Italia            | Italian Singles Chart         | 5  |
| Japón             | Japan Hot 100                 | 10 |
| Luxemburgo        | Luxembourg Digital Songs      | 1  |
| México            | Top 20 Inglés                 | 1  |
| México            | Airplay Singles Chart         | 1  |
| México            | English Airplay Singles Chart | 1  |
| Noruega           | Norwegian Singles Chart       | 2  |
| Nueva Zelanda     | New Zealand Top 40            | 1  |
| Países Bajos      | Dutch Top 40                  | 3  |
| Países Bajos      | Single Top 100                | 2  |
| Polonia           | Polish Airplay Top 20         | 1  |
| Portugal          | Portuguese Digital Songs      | 2  |
| Reino Unido       | UK Singles Chart              | 1  |
| República Checa   | Rádio Top 100                 | 2  |
| República Checa   | Singles Digital Top 100       | 3  |
| Rumania           | Media Forest International    | 3  |
| Sudáfrica         | EMA Airplay Chart             | 2  |
| Suecia            | Top 60 Singles                | 3  |
| Suiza             | Swiss Singles Top 75          | 1  |
| Venezuela         | Record Report                 | 81 |
| Venezuela         | Top Anglo                     | 2  |
| Venezuela         | Pop General                   | 19 |

#### Sucesión en listas
| Predecesor: «Fade Out Lines» de The Avener                                                                                          | German Singles Chart — Sencillo número uno 10 de octubre de 2014 — 21 de noviembre de 2014 | Sucesor: «Dangerous» de David Guetta con Sam Martin                                                       |
| Predecesor: «Only Love Can Hurt Like This» de Paloma Faith «Shake It Off» de Taylor Swift                                           | ARIA Singles Chart — Sencillo número uno 11 de agosto de 2014 — 1 de septiembre de 2014 22 de septiembre de 2014 — 29 de septiembre de 2014                                                        | Sucesor: «Shake It Off» de Taylor Swift «You Ruin Me» de The Veronicas                                    |
| Predecesor: «Wicked Wonderland» de Martin Tungevaag                                                                                 | Ö3 Austria Top 40 — Sencillo número uno 3 de octubre de 2014 — 14 de noviembre de 2014 | Sucesor: «Fade Out Lines» de The Avener                                                                   |
| Predecesor: «Shake It Off» de Taylor Swift «Shake It Off» de Taylor Swift                                                           | Canadian Hot 100 — Sencillo número uno 20 de septiembre de 2014 — 27 de septiembre de 2014 4 de octubre de 2014 — 22 de noviembre de 2014                                                          | Sucesor: «Shake It Off» de Taylor Swift «Shake It Off» de Taylor Swift                                    |
| Predecesor: «Prayer in C» de Lilly Wood and the Prick con Robin Schulz «Indianer» de Barbara Moleko «I'm an Albatraoz» de AronChupa | Danish Singles Chart — Sencillo número uno 30 de agosto de 2014 — 6 de septiembre de 2014 20 de septiembre de 2014 — 11 de octubre de 2014 25 de octubre de 2014 — 1 de noviembre de 2014          | Sucesor: «Giv Slip» de Medina «Steal My Girl» de One Direction «CPH Girls» de Cristopher con Brandon Beal |
| Predecesor: «Bang Bang» de Jessie J, Ariana Grande y Nicki Minaj                                                                    | Scottish Singles Charts — Sencillo número uno 5 de octubre de 2014 — 2 de noviembre de 2014 | Sucesor: «Thinking Out Loud» de Ed Sheeran                                                                |
| Predecesor: «Si no te quisiera» de Juan Magán «Do They Know It's Christmas?» de Band Aid 30                                         | Spanish Singles Charts — Sencillo número uno 9 de noviembre de 2014 — 23 de noviembre de 2014 14 de diciembre de 2014 — 21 de diciembre de 2014                                                    | Sucesor: «Do They Know It's Christmas?» de Band Aid 30 —                                                  |
| Predecesor: «Shake It Off» de Taylor Swift                                                                                          | Billboard Hot 100 — Sencillo número uno 20 de septiembre de 2014 — 15 de noviembre de 2014 | Sucesor: «Shake It Off» de Taylor Swift                                                                   |
| Predecesor: «Bang Bang» de Jessie J, Ariana Grande y Nicki Minaj                                                                    | Euro Digital Songs — Sencillo número uno 11 de octubre de 2014 — 22 de octubre de 2014 | Sucesor: «Thinking Out Loud» de Ed Sheeran                                                                |
| Predecesor: «Prayer in C» de Lilly Wood and The Prick con Robin Schulz                                                              | Irish Singles Chart — Sencillo número uno 2 de octubre de 2014 — 30 de octubre de 2014 | Sucesor: «Thinking Out Loud» de Ed Sheeran                                                                |
| Predecesor: «Budapest» de George Ezra «Shake It Off» de Taylor Swift «Shake It Off» de Taylor Swift                                 | New Zealand Singles Chart — Sencillo número uno 18 de agosto de 2014 — 1 de septiembre de 2014 8 de septiembre de 2014 — 22 de septiembre de 2014 29 de septiembre de 2014 — 19 de octubre de 2014 | Sucesor: «Shake It Off» de Taylor Swift «Shake It Off» de Taylor Swift «Thinking Out Loud» de Ed Sheeran  |
| Predecesor: «Bang Bang» de Jessie J, Ariana Grande y Nicki Minaj                                                                    | UK Singles Chart — Sencillo número uno 11 de octubre de 2014 — 8 de noviembre de 2014 | Sucesor: «Thinking Out Loud» de Ed Sheeran                                                                |
| Predecesor: «Prayer in C» de Lilly Wood and The Prick con Robin Schulz                                                              | Swiss Singles Chart — Sencillo número uno 12 de octubre de 2014 — 16 de noviembre de 2014 | Sucesor: «Dangerous» de David Guetta con Sam Martin                                                       |

### Certificaciones
| País                       | Organismo certificador     | Certificación              | Simbolización              | Ventas certificadas | Ref.    |
| -------------------------- | -------------------------- | -------------------------- | -------------------------- | ------------------- | ------- |
| Alemania                   | BVMI                       | Platino                    | ▲                          | 400 000             | [ 74 ]  |
| Australia                  | ARIA                       | 8× Platino                 | 8▲                         | 560 000             | [ 103 ] |
| Austria                    | IFPI — Austria             | Platino                    | ▲                          | 30 000              | [ 77 ]  |
| Bélgica                    | BEA                        | Platino                    | ▲                          | 30 000              | [ 80 ]  |
| Canadá                     | Music Canada               | 6× Platino                 | 6▲                         | 480 000             | [ 60 ]  |
| Dinamarca                  | IFPI — Dinamarca           | 2× Platino                 | 2▲                         | 120 000             | [ 161 ] |
| España                     | PROMUSICAE                 | 2× Platino                 | 2▲                         | 80 000              | [ 88 ]  |
| Estados Unidos             | RIAA                       | Diamante                   | 10▲                        | 10 000 000          | [ 57 ]  |
| Italia                     | FIMI                       | 2× Platino                 | 2▲                         | 100 000             | [ 91 ]  |
| México                     | AMPROFON                   | 4× Platino                 | 4▲                         | 240 000             | [ 66 ]  |
| Noruega                    | IFPI — Noruega             | 3× Platino                 | 3▲                         | 30 000              | [ 162 ] |
| Nueva Zelanda              | RMNZ                       | 3× Platino                 | 3▲                         | 45 000              | [ 106 ] |
| Reino Unido                | BPI                        | 2× Platino                 | 2▲                         | 1 200 000           | [ 95 ]  |
| Sudáfrica                  | RISA                       | Oro                        | ●                          | 10 000              | [ 163 ] |
| Suecia                     | GLF                        | 3× Platino                 | 3▲                         | 120 000             | [ 99 ]  |
| Suiza                      | IFPI — Suiza               | Platino                    | ▲                          | 30 000              | [ 100 ] |
| Total de ventas según IFPI | Total de ventas según IFPI | Total de ventas según IFPI | Total de ventas según IFPI | 11 000              | [ 7 ]   |

### Anuales
| País              | Lista                      | Mejor posición |      |      |      |      |      |
| 2014              | 2014                       | 2014           | 2014 | 2014 | 2014 | 2014 | 2014 |
| ----------------- | -------------------------- | -------------- | ---- | ---- | ---- | ---- | ---- |
| Alemania          | German Singles Chart       | 12             |      |      |      |      |      |
| Australia         | ARIA Singles Chart         | 2              |      |      |      |      |      |
| Austria           | Austrian Singles Chart     | 18             |      |      |      |      |      |
| Bélgica (Flandes) | Ultratop 50 Singles        | 62             |      |      |      |      |      |
| Bélgica (Valonia) | Ultratop 50 Singles        | 72             |      |      |      |      |      |
| Canadá            | Canadian Hot 100           | 7              |      |      |      |      |      |
| Dinamarca         | Danish Singles Chart       | 23             |      |      |      |      |      |
| España            | Spanish Singles Chart      | 12             |      |      |      |      |      |
| Estados Unidos    | Billboard Hot 100          | 8              |      |      |      |      |      |
| Estados Unidos    | Digital Songs              | 6              |      |      |      |      |      |
| Estados Unidos    | Streaming Songs            | 6              |      |      |      |      |      |
| Estados Unidos    | Radio Songs                | 21             |      |      |      |      |      |
| Estados Unidos    | Pop Songs                  | 15             |      |      |      |      |      |
| Irlanda           | Irish Singles Chart        | 8              |      |      |      |      |      |
| Israel            | Media Forest International | 30             |      |      |      |      |      |
| Nueva Zelanda     | New Zealand Top 40         | 2              |      |      |      |      |      |
| Países Bajos      | Dutch Top 40               | 27             |      |      |      |      |      |
| Países Bajos      | Singles Top 100            | 24             |      |      |      |      |      |
| Polonia           | Polish Airplay             | 30             |      |      |      |      |      |
| Reino Unido       | UK Singles Chart           | 8              |      |      |      |      |      |
| Suiza             | Swiss Singles Chart        | 19             |      |      |      |      |      |
| 2015              |                            |                |      |      |      |      |      |
| Canadá            | Canadian Hot 100           | 36             |      |      |      |      |      |
| Estados Unidos    | Billboard Hot 100          | 28             |      |      |      |      |      |
| Estados Unidos    | Digital Songs              | 34             |      |      |      |      |      |
| Estados Unidos    | Streaming Songs            | 17             |      |      |      |      |      |
| Estados Unidos    | Radio Songs                | 57             |      |      |      |      |      |
| Suiza             | Swiss Singles Chart        | 57             |      |      |      |      |      |

## Premios y nominaciones
El sencillo «All About That Bass» recibió varias nominaciones en distintas ceremonias de premiación. A continuación, una lista de las candidaturas que obtuvo:
| Año  | Ceremonia de premiación   | Premio                       | Resultado | Ref.    |
| ---- | ------------------------- | ---------------------------- | --------- | ------- |
| 2014 | MTV Europe Music Awards   | Mejor canción con un mensaje | Nominado  | [ 184 ] |
| 2015 | People's Choice Awards    | Canción favorita             | Nominado  | [ 185 ] |
| 2015 | Premios Grammy            | Grabación del año            | Nominado  | [ 15 ]  |
| 2015 | Premios Grammy            | Canción del año              | Nominado  | [ 15 ]  |
| 2015 | Kids' Choice Awards (EU)  | Canción favorita             | Nominado  | [ 186 ] |
| 2015 | iHeartRadio Music Awards  | Canción del año              | Nominado  | [ 187 ] |
| 2015 | Billboard Music Awards    | Top Hot 100 Song             | Ganador   | [ 188 ] |
| 2015 | Billboard Music Awards    | Canción digital del año      | Ganador   | [ 188 ] |
| 2015 | Billboard Music Awards    | Vídeo streaming              | Nominado  | [ 188 ] |
| 2015 | Radio Disney Music Awards | Mejor canción bailable       | Nominado  | [ 189 ] |
| 2015 | Radio Disney Music Awards | Canción del año              | Nominado  | [ 189 ] |

## Créditos y personal
Grabación y mezcla
- Grabado en Carriage House, Nolensville, Tennessee
- Mezclado en The Mastering Palace, ciudad de Nueva York, Nueva York
- Publicación de Year Of The Dog Music (ASCAP), una división de Big Yellow Dog, LLC / Over-Thought Under-Appreciated Songs (ASCAP)

Personal
- Meghan Trainor: Voz, composición, producción ejecutiva, corista, percusión
- Kevin Kadish: Producción, composición, batería, programación, guitarra, bajo eléctrico, sonido, mezcla
- David Baron: Piano, bombardino barítono, saxofón, órgano Hammond
- David Kutch: Máster de grabación
- Compañía discográfica: Epic Records.

Fuentes: Notas del disco Title.

## Historial de lanzamientos
| País           | Fecha                    | Formato                      | Ref.    |
| -------------- | ------------------------ | ---------------------------- | ------- |
| Alemania       | 30 de junio de 2014      | Descarga digital             | [ 34 ]  |
| Austria        | 30 de junio de 2014      | Descarga digital             | [ 3 ]   |
| Suiza          | 30 de junio de 2014      | Descarga digital             | [ 190 ] |
| Estados Unidos | 30 de junio de 2014      | Descarga digital · streaming | [ 35 ]  |
| Estados Unidos | 1 de julio de 2014       | Radio contemporánea          | [ 191 ] |
| Reino Unido    | 14 de agosto de 2014     | streaming                    | [ 35 ]  |
| Reino Unido    | 28 de septiembre de 2014 | Descarga digital             | [ 192 ] |
| Alemania       | 3 de octubre de 2014     | Sencillo en CD               | [ 129 ] |
| Alemania       | 3 de octubre de 2014     | Descarga digital (EP)        | [ 193 ] |
| Austria        | 3 de octubre de 2014     | Descarga digital (EP)        | [ 130 ] |
| Suiza          | 3 de octubre de 2014     | Descarga digital (EP)        | [ 194 ] |